# Adão e Eva (Dürer)
Adão e Eva é uma das principais obras de Dürer.
Está no Museu do Prado em Madrid.